# Án lệ 62/2023/AL
Án lệ 62/2023/AL về thời điểm bắt đầu thực hiện nghĩa vụ cấp dưỡng cho con chưa thành niên trong vụ án tranh chấp về xác định cha cho con là án lệ thứ 62 thuộc lĩnh vực hôn nhân và gia đình của hệ thống pháp luật Việt Nam, được Hội đồng Thẩm phán Tòa án nhân dân tối cao thông qua, Chánh án Nguyễn Hòa Bình ra quyết định công bố ngày 24 tháng 2 năm 2023, và có hiệu lực cho tòa án các cấp trong cả nước nghiên cứu, áp dụng trong xét xử từ ngày 27 tháng 3 năm 2023. Án lệ này dựa trên nguồn là Bản án phúc thẩm số 07 được ban hành 22 tháng 3 năm 2018 của Tòa án nhân dân tỉnh Bình Phước về vụ án hôn nhân và gia đình "xác định cha cho con, cấp dưỡng nuôi con", với nội dung xoay quanh việc xác định cha cho con, cấp dưỡng cho con chưa thành niên, và thời điểm bắt đầu thực hiện nghĩa vụ cấp dưỡng. Án lệ này do Giáo sư, Tiến sĩ Luật Đỗ Văn Đại từ Trường Đại học Luật Thành phố Hồ Chí Minh đề xuất.
Trong vụ án của án lệ, một cặp đôi làm lễ cưới và chung sống, rồi sinh con nhưng không đăng ký kết hôn, không được tòa công nhận là vợ chồng. Người mẹ từ lúc sinh con đã một mình nuôi dưỡng, sau đó 4 năm thì đệ đơn yêu cầu người cha của đứa trẻ cung cấp tiền cấp dưỡng nuôi con đến khi trưởng thành. Từ đây, các vấn đề nảy sinh về việc ai là bên có quyền nuôi con, số tiền cấp dưỡng là bao nhiêu, và giải quyết yêu cầu đòi số tiền cấp dưỡng trong 4 năm nuôi con một mình của người mẹ. Vụ án lần lượt sơ thẩm rồi phúc thẩm, kết thúc với ưu thế như nguyện vọng của nguyên đơn. Vấn đề xác định thời gian cấp dưỡng cho con chưa thành niên được tính kể từ khi người con được sinh ra chưa có trong luật định được đề xuất trở nội dung chính của án lệ nhằm bảo vệ quyền lợi của người gặp bất lợi phải nuôi con một mình.

## Nội dung vụ án
Tại huyện Lộc Ninh, Bình Phước có Lê Thị D và Trịnh Vinh C yêu nhau, tự nguyện chung sống từ năm 2013 và có tổ chức đám cưới theo phong tục tập quán nhưng không đăng ký kết hôn. Hai người có con chung là Lê Gia P sinh vào năm 2014 trong thời kỳ hai người sống chung với nhau, nhưng từ khi được sinh ra lại đều do chị Lê nuôi dưỡng một mình bởi hai người phát sinh mâu thuẫn, chị Lê không cho anh Trịnh nhận đó là con và khai sinh cho con theo họ mẹ. Năm 2017, do không chung sống với nhau và mâu thuẫn đỉnh điểm nên hai người đã đề nghị Tòa án nhân dân huyện Lộc Ninh giải quyết, được tuyên bố không công nhận hai người là vợ chồng, bởi chưa đăng ký kết hôn theo luật định. Cuối năm 2017, chị Lê đệ đơn khởi kiện lên Tòa án Lộc Ninh một lần nữa, đề nghị Tòa án xác định con mình là con chung, đồng thời đề nghị Tòa án buộc anh Trịnh cấp dưỡng nuôi con mỗi tháng 2 triệu đồng từ ngày con được sinh ra cho đến khi trưởng thành ở tuổi 18, rồi sau đó giảm yêu cầu xuống còn 1,5 triệu đồng mỗi tháng. Phía anh Trịnh xác định mức cấp dưỡng mà chị Lê yêu cầu là quá cao, vượt quá thu nhập của mình, nên chỉ đồng ý mức 1,3 triệu đồng, và tính từ ngày 1 tháng 11 năm 2017 – tháng đầu tiên sau lúc chị Lê khởi kiện cho đến khi con trưởng thành chứ không phải từ năm 2014. Bên cạnh đó, có một số khoản tiền trước vụ kiện như anh Trịnh từng đưa cho chị Lê 5 triệu đồng để chị chuẩn bị sinh, sau đó có gửi một số tiền hàng năm mà anh trình bày là mỗi năm trung bình 5 tháng, mỗi tháng 1 triệu đồng, nhưng chị Lê chỉ thừa nhận từng nhận 5 triệu đồng để chị chuẩn bị sinh và 3 triệu đồng sau sinh.

## Sơ thẩm và sau đó
Ngày 22 tháng 11 năm 2017, Tòa án Lộc Ninh mở phiên sơ thẩm tại trụ ở ở thị trấn, tuyên xác định con chung, giao cho chị Lê được quyền chăm sóc, nuôi dưỡng cho đến khi con trưởng thành. Về cấp dưỡng, tòa buộc anh Trịnh cấp dưỡng mỗi tháng 1,5 triệu đồng và tính từ ngày 12 tháng 10 năm 2017. Ngày 27 tháng 11, nguyên đơn có đơn kháng cáo đề nghị sửa một phần án sơ thẩm, buộc bị đơn phải thanh toán tiền cấp dưỡng nuôi con từ ngày sinh cho đến ngày khởi kiện giai đoạn 2014–17 là 45 tháng, mỗi tháng 1,5 triệu đồng thành tổng số tiền là 67,5 triệu đồng. Sau đó 3 ngày, bị đơn kháng cáo không đồng ý với mức cấp dưỡng là 1,5 triệu đồng như bản án sơ thẩm đã tuyên, đề nghị hạ xuống 1 triệu, ngoài ra, bị đơn còn yêu cầu được nhận con về nuôi mà không cần nguyên đơn cấp dưỡng.

## Phúc thẩm
Ngày 22 tháng 3 năm 2018, Tòa án nhân dân tỉnh Bình Phước mở phiên phúc thẩm tại trụ sở ở 1568 Phú Riềng Đỏ, Tân Đồng, Đồng Xoài, với Chủ tọa Thẩm phán Nguyễn Văn Khương, hai Thẩm phán Bùi Văn Bình, Nguyễn Văn Nhân, Kiểm sát viên Nguyễn Thanh Mến. Trước nghị án, đại diện Viện kiểm sát đề nghị bác kháng cáo của cả nguyên đơn lẫn bị đơn, giữ y án sơ thẩm.
Hội đồng xét xử phúc thẩm, nhận định.
Tòa xét kháng cáo bị đơn về yêu cầu được nhận nuôi con mà không cần nguyên đơn cấp dưỡng thì thấy rằng từ khi được sinh ra, con được nguyên đơn một mình chăm sóc, nuôi dưỡng, phát triển bình thường về thể chất và tinh thần, Tòa sơ thẩm giao con cho nguyên đơn nuôi dưỡng là phù hợp nên bác kháng cáo này của bị đơn. Về yêu cầu hạ mức cấp dưỡng từ thì thấy rằng chi phí trung bình để chăm sóc, nuôi dưỡng một đứa trẻ độ tuổi hiện tại [4 tuổi] cần 3 triệu đồng mỗi tháng, và như vậy, Tòa sơ thẩm viện dẫn quy định về cấp dưỡng, buộc bị đơn phải có nghĩa vụ cấp dưỡng 1,5 triệu mỗi tháng, tức một nửa chi phí trung bình là phù hợp, bởi lẽ, bị đơn là giáo viên có thu nhập ổn định, mức lương hàng tháng là hơn 4,5 triệu đồng, do đó không chấp nhận kháng cáo này. Tòa xét kháng cáo của nguyên đơn về việc buộc bị đơn phải trả lại số tiền mà người mẹ một mình đã bỏ ra để cấp dưỡng nuôi con giai đoạn 2014–17, trước hết viện dẫn luật định về quan hệ cha mẹ con, Điều 82, Điều 83 và khoản 24 Điều 3, Điều 107, Điều 110 Luật Hôn nhân và gia đình 2014, Điều 281 Bộ luật Dân sự 2005 để khẳng định nghĩa vụ cấp dưỡng của cha mẹ đối với con chưa thành niên được phát sinh từ khi người con được sinh ra, và là quyền và là nghĩa vụ của cha, mẹ không trực tiếp nuôi con. Do đó đây là nghĩa vụ của cả hai nhưng chỉ có một mình người mẹ thực hiện, người cha chưa thực hiện được điều này, và đây là thiếu sót, phải bổ sung, cho nên cần chấp nhận một phần kháng cáo của nguyên đơn, buộc bị đơn phải hoàn trả lại cho nguyên đơn một nửa số tiền mà người mẹ đã bỏ ra nuôi con [2 triệu đồng mỗi tháng] trong 45 tháng giai đoạn 2014–17, tức 45 triệu đồng.
Tòa xem xét việc bị đơn trình bày mỗi năm trung bình đã cấp dưỡng 5 tháng, mỗi tháng 1 triệu đồng để nuôi con, nhưng lại không có tài liệu chứng cứ chứng minh, nguyên đơn chỉ thừa nhận có nhận 3 lần, mỗi lần 1 triệu đồng tiền cấp dưỡng, nên chỉ có cơ sở chấp nhận đã cấp dưỡng 3 triệu, số tiền này được khấu trừ vào số tiền 45 triệu đồng, thành 42 triệu đồng. Về khoản 5 triệu bị đơn gửi trước sinh thì là chi phí sinh đẻ nên không được trừ vào số tiền cấp dưỡng nuôi con. Tòa cũng nhận định rằng nhất trí quan điểm của Viện kiểm sát về đề nghị không chấp nhận kháng cáo xin giảm mức cấp dưỡng của bị đơn, tuy nhiên không đồng ý đề nghị không chấp nhận kháng cáo nguyên đơn về yêu cầu cấp dưỡng 2014–17. Từ đây, Tòa phúc thẩm tuyên sửa án sơ thẩm, y án phần công nhận con chung, sửa án phần chấp nhận một phần kháng cáo của nguyên đơn, buộc nguyên đơn cấp dưỡng 42 triệu đồng tiền nuôi con giai đoạn trước khởi kiện, tiếp tục cấp dưỡng cho đến khi con trưởng thành.

## Hình thành án lệ
Đầu năm 2023, Giáo sư, Tiến sĩ Đỗ Văn Đại đã đề xuất đưa bản án phúc thẩm của vụ án này làm án lệ trong lĩnh vực hôn nhân và gia đình, là 1 trong 18 dự thảo án lệ được đưa ra lấy ý kiến. Trong 3 ngày 1–3 tháng 2 năm 2023, Hội đồng Thẩm phán họp và quyết định thông qua 7 trong 18 dự thảo, trong đó có 2 dự thảo án lệ hôn nhân và gia đình, trở thành Án lệ 62/2023/AL về "thời điểm bắt đầu thực hiện nghĩa vụ cấp dưỡng cho con chưa thành niên trong vụ án tranh chấp về xác định cha cho con", cùng với Án lệ 61/2023/AL về "chấm dứt việc nuôi con nuôi khi con nuôi chưa thành niên", đều được đề xuất bởi nhà luật học Đỗ Văn Đại.
Trước khi án lệ này được thông qua, từng có quan điểm khác được đưa vào dự thảo án lệ, đó là công nhận thời điểm cấp dưỡng từ thời điểm tòa án xác định ai là cha của đứa trẻ chứ không phải từ lúc đứa trẻ sinh ra, nhưng cuối cùng, quan điểm thời điểm cấp dưỡng từ khi đứa trẻ được sinh ra của Đỗ Văn Đại được chấp nhận. Nếu tính thời điểm cấp dưỡng từ khi xét xử là không công bằng cho người mẹ, bởi việc này không phụ thuộc vào ý chí của họ. Người cha có thể tìm cách trì hoãn ngày xét xử để né tránh nghĩa vụ chu cấp, hoặc trường hợp án bị hủy chẳng hạn, sẽ khiến thời gian giải quyết kéo dài, thậm chí đứa trẻ khi ấy đủ 18 tuổi và không còn được cấp dưỡng.
Ngược lại, nếu tính thời điểm cấp dưỡng từ khi trẻ sinh ra sẽ đảm bảo quyền lợi cho người mẹ, không phụ thuộc vào yếu tố khách quan là thời điểm xét xử. Ông cho rằng, thông thường, trước khi tòa công nhận cha của đứa trẻ, người mẹ sẽ phải nuôi con một mình, thay thế cả phần người cha, rất thiệt thòi. Vì vậy, người mẹ xứng đáng được nhận lại lợi ích mà họ đã bỏ ra để thay phần người cha nuôi dưỡng con chung trong khoảng thời gian trên. Quan điểm này vừa bảo vệ quyền lợi của người mẹ nuôi con một mình, vừa nâng cao trách nhiệm của người cha đối với gia đình. Và với việc công bố Án lệ 62, thẩm phán khi xét xử các vụ việc có tình tiết tương tự sẽ phải thống nhất áp dụng để xác định thời điểm cấp dưỡng cho con là từ khi đứa trẻ sinh ra đến lúc đủ 18 tuổi, chứ không phụ thuộc vào thời điểm xét xử vụ án. Ngoài ra, theo Giáo sư Đỗ Văn Đại, Án lệ 62 không chỉ áp dụng trong trường hợp người mẹ đi tìm cha cho con và yêu cầu cấp dưỡng, mà còn hướng tới trường hợp người cha hoặc mẹ có nghĩa vụ cấp dưỡng nhưng không thực hiện. Chẳng hạn như trường hợp vợ chồng có con chung và không ly hôn, nhưng từ khi vợ sinh con thì chồng bỏ đi, thậm chí chung sống với một phụ nữ khác như vợ chồng, để mặc vợ nuôi con một mình, hoặc trường hợp người mẹ sinh con xong nhưng để cho người cha một mình nuôi dưỡng con. Ở cả hai tình huống trên, tòa án đều có thể áp dụng Án lệ 62 để buộc người cha hoặc người mẹ có nghĩa vụ hoàn lại phần chi phí nuôi con thuộc trách nhiệm của mình cho đối phương.